# EADS/Northrop Grumman KC-45
EADS/Northrop Grumman KC-45 был проектом самолёта-заправщика на базе Airbus A330 MRTT. На первом этапе конкурса ВВС США заказали 179 самолётов KC-45A для замены устаревшим Boeing KC-135 Stratotanker. Однако в июле 2008 года после протеста компании Boeing конкурс был проведен заново. После объявления о новом конкурсе 8 марта 2010 компания Northrop Grumman заявила о выходе из соревнования, а генеральный директор компании заявил, что новые требования отдают предпочтение машине Boeing. 20 апреля 2010 EADS заявила, что будет участвовать в конкурсе самостоятельно.

## Разработка

### История
В конце 1990-х годов ВВС США приняли решение о замене авиапарка устаревших заправщиков KC-135. Изначально предполагалось закупить самолёты на базе Boeing 767-200, выигравшие тендер в соревновании с заправщиком на базе Airbus A330. Однако вместо покупки самолётов, как обычно делают военно-воздушные силы всех стран, ВВС США взяли заправщики в лизинг у компании Boeing. В январе 2006 г. министр обороны США Дональд Рамсфельд объявил об отмене контракта. Рамсфельд заявил, что этот шаг никак не повлияет на способность ВВС проводить заправочные операции, поскольку они будут выполняться за счёт модернизации самолётами KC-135 Stratotanker и KC-10 Extender.

### Программа KC-X
В 2006 году ВВС опубликовали приглашение к тендеру на поставку новых самолётов-заправщиков, который должен был закончиться в 2007 году. В январе 2007 года требования к самолётам обновились и было объявлено, что в результате тендера победитель получит контракт на замену всего парка KC-135 fleet. EADS совместно с Northrop Grumman снова предложил на конкурс модель Airbus A330 MRTT под обозначением KC-30. Соперником снова стал Boeing KC-767, который в силу меньших размеров вмещает на 20 % меньше топлива и груза, но является более дешёвым. Northrop и EADS объявили о планах сборки самолётов на новом заводе в Мобиле, где будут строиться грузовые модификации A330.
29 февраля 2008 года ВВС объявили о том, что для замены KC-135 был выбран KC-30, получивший обозначение KC-45A.
18 июня 2008 года Счётная Палата США поддержала протест компании Boeing против присуждения контракта компаниям Northrop Grumman и EADS. Такое решение привело к необходимости для ВВС полностью повторить процедуру торгов.
24 сентября 2009 года ВВС США начали новый тендер с более ясными критериями выбора победителя. 8 марта 2010 года Northrop Grumman отозвал свою заявку и объявил, что новые критерии заранее отдают предпочтение предложению Boeing. 20 апреля 2010 года EADS объявила, что будет участвовать в тендере самостоятельно с моделью KC-45 и по-прежнему предлагает производить сборку самолётов на своём заводе в Мобиле. 24 февраля 2011 года ВВС объявили, что контракт на 35 миллиардов долларов был присуждён Boeing. Заместитель министра обороны США заявил, что Boeing стал «явным победителем» по формуле тендера, учитывающей цену предложений, подготовленность самолётов к военным действиям и стоимость эксплуатации на ближайшие 40 лет.
10 февраля 2011 г. EADS и Boeing подали окончательные заявки на поставку заправщиков KC-X. 24 февраля 2011 г. ВВС объявили о победе машины Boeing.

### Планы производства
Первые четыре самолёта должны были быть созданы на базе готовых пассажирских машин на заводе EADS EFW в Дрездене. Airbus планировал собирать самолёты на заводе в Мобиле, после чего они поступали бы на окончательную доработку компанией Northrop Grumman. EADS также объявил о планах сборки грузовой версии A330 в Алабаму. Получил заказ от ВВС, Northrop Grumman и EADS планировали вложить около 600 миллионов долларов в новый сборочный завод в США.
Проигрыш в тендере привёл к отказу EADS от планов строительства завода в Алабаме. Двенадцать грузовых самолётов A330F, заказанных индийской компанией Flyington Freighter, которые должны были быть собраны на этом заводе, не были поставлены.

## Конструкция
A330 Multi Role Tanker Transport (MRTT) является военной модификацией самолёта Airbus A330. Он может выполнять функции как заправщика, так и транспортного самолёта. Крыльевые заправочные агрегаты поставляются британской компанией Cobham. Переоборудованием грузового отсека занимается компания Telair, в задачу которой входит адаптация самолёта для перевозки поддонов военного образца (в дополнение к обычным гражданским контейнерам ULD).
A330 MRTT способен нести 111 т топлива в крыльевых кессонах и топливном баке под полом. Подпольные баки не мешают размещению грузов и пассажиров на основной палубе при использовании самолёта в качестве стратегического транспортного. Вместе с топливом самолёт может дополнительно перевозить 43 т груза. Крыло A330 MRTT имеет общую конструкцию с 4-двигательным Airbus A340 и имеет усиленные места крепления для внешних двигателей, что позволяет с минимальными переделками устанавливать подкрыльевые заправочные агрегаты.
KC-45 должен был оборудоваться штанговой подфюзеляжной системой дозаправки, двумя подкрыльевыми заправочными агрегатами Cobham 905E и одним подфюзеляжным агрегатом Cobham 805E.

## Технические характеристики
Примечание. Характеристики, отмеченные «*», относятся к A330.
Источник KC-30, Airbus A330
Основные характеристики
- Экипаж: 3 (КВС, второй пилот, оператор заправки)
- Пассажиры: 226 пассажиров
- Длина: 58,78 м ()
- Размах крыла: 60,28 м ()
- Высота: 17,40 м ()
- Площадь крыла: 361,6 м²* ()
- Масса пустого: 120,5 т* ()
- Грузоподъёмность: Помимо топлива: 47,2 т ()
- Максимальная взлётная масса: 230 т* ()
- Двигательная установка: 2× General Electric CF6-80E1A4B , 316 кН () каждый
- Объём топлива для дозаправки: 111 т
- Груз: 32 поддона

 Лётные характеристики 
- Максимальная скорость: 880 км/ч*
- Крейсерская скорость: 860 км/ч*
- Практическая дальность: 12500 км* ()
- Практический потолок: 12500 м* ()